# The Inspirations of Harry Larrabee
The Inspirations of Harry Larrabee è un film muto del 1917 diretto da Bertram Bracken. Il film, prodotto dalla Balboa Amusement Producing Company e distribuito dalla General Film Company, uscì nelle sale nel marzo del 1917.
La sceneggiatura si basa sull'omonimo racconto di Howard Fielding (pseudonimo di Charles Witherle Hooke) di cui non si conosce la data di pubblicazione.

## Trama
Il commediografo Harry Larrabee resta coinvolto inconsapevolmente in un furto perpetrato ai danni di Carolyn, la ragazza della quale è innamorato. La giovane è rimasta vittima di una rapina dopo che una sua vicina di casa, Madame Batonyi, le aveva chiesto di poter vedere alcuni suoi gioielli. Un uomo aveva approfittato della visita ed era entrato nell'appartamento attraverso un portavivande. Dopo aver cloroformizzato Carolyn, era fuggito con i preziosi.
Harry, che vive nell'appartamento accanto, si accorge che sta succedendo qualcosa di strano. Carolyn, svenuta e incosciente, viene portata in taxi da Wendell, un suo amico medico, che riesce a farla rinvenire. Ma nessuno capisce come siano scomparsi i gioielli: il mistero viene rivelato quando il ladro e un suo complice, il dotto Stettina, si battono, uccidendosi l'uno con l'altro. Madame Batonyi, allora, confessa che the Wolf, il ladro, non era altri che suo marito, un malvivente che l'aveva costretta a una vita criminale da cui, dopo la morte dell'uomo, finalmente si è liberata.

## Produzione
Il film, prodotto dalla Balboa Amusement Producing Company, fu il primo della serie Fortune Photoplay che la compagnia produsse come adattamenti di storie e racconti apparsi su diverse pubblicazioni, come Popular , People's , Smith's e Ainslee's.

## Distribuzione
Distribuito dalla General Film Company, il film - della durata di 53 minuti - uscì nelle sale cinematografiche statunitensi nel marzo 1917. Non si conoscono copie ancora esistenti della pellicola che viene considerata presumibilmente perduta.